# Білан Юрій Якович
Юрій Якович Білан (нар. 14 квітня 1902, с. Олексинці Срібнянського повіту тепер Чернігівської області — 13 грудня 1963, Київ) — український радянський історик, доктор історичних наук, професор, декан історичного факультету Київського державного університету ім. Т. Г. Шевченка (1944—1948 рр.).

## Біографія
Закінчив історико-економічний факультет Київського інституту професійної освіти (1932).
У Київському університеті: 1930—1932 — асистент кафедри історії Росії Інституту професійної освіти, з 1941 доцент кафедри історії СРСР, у 1944—1948 декан історичного факультету, 1951—1963 завідувач кафедри історії СРСР.

## Наукові інтереси
Сфера наукових інтересів: історія Громадянської війни в Україні, історія Великої Вітчизняної війни.
Кандидатська дисертація «Крестьянское движение в 60–х годах ХІХ века на Киевщине» (1940), докторська дисертація «Борьба за победу Великой Октябрьской Социалистической революции на Украине» (1961).

## Основні праці
- Історія СРСР. Ч. 1–2. К., 1949—1960 (у співавт.).
- Героїчна боротьба трудящих України проти внутрішньої контрреволюції та іноземних інтервентів у 1918—1920 роках. К., 1957.
- Отечественная война украинского народа против немецких оккупантов в 1918 году. К., 1960.
- Михайло Васильович Фрунзе. К., 1962 (у співавт.).

## Нагороди
- Медаль «За трудову доблесть».